# William Emerson Ritter
Pour les articles homonymes, voir Ritter.
William Emerson Ritter est un biologiste marin et un zoologiste américain, né le 21 novembre 1856 dans le comté de Hampden et mort le 10 janvier 1944.

## Biographie
Ritter devient le premier professeur de zoologie (1891) au sein de l’université de Californie (Berkeley). Il s’intéresse à large éventail de sujet et étudie la biologie des amphibiens, notamment des salamandres. Parmi ses étudiants, il faut citer Loye Holmes Miller (1874-1970), Marian Elizabeth Hubbard (1868-?), Calvin Olin Esterly (1879-1928). Parmi ses collègues, il faut citer Samuel Jackson Holmes (1868-1964) et J. Frank Daniel.
Ritter est le fondateur et l’éditeur des University of California Publications in Zoology. Il fonde en 1903, la station de biologie marine de San Diego (aujourd’hui l’Institut océanographique Scripps), une initiative qui conduira à la création de l’université de Californie à San Diego. En 1909, Ritter quitte Berkeley pour s’installer à La Jolla et se consacrer entièrement à la station de recherche.

## Liste partielle des publications
- 1897 : The life-history and habits of the Pacific Coast newt (Diemyctylus torosus Esch.). Proc. California Acad. Sci., 3d Ser., Zool., 1 : 73-114.
- 1903 :  Further notes on the habits of Autodax lugubris. Amer. Nat., 37 : 883-886.
- 1899 : avec L.H. Miller, A contribution to the life history of Autodax lugubris Hallow., a Californian salamander. Amer. Nat., 33 : 691-704.

## Source
- Javier A. Rodríguez-Robles, David A. Good et David B. Wake (2003). Brief History of Herpetology in the Museum of Vertebrate Zoology, University of California, Berkeley, with a List of Type Specimens of Recent Amphibians and Reptiles, University of California publications in zoology, 131 : xv + 119 p.  (ISBN 0-520-23818-4)  (ISSN 0068-6506)